# Tứ Xã
Tứ Xã là một xã thuộc huyện Lâm Thao, tỉnh Phú Thọ, Việt Nam.
Xã Tứ Xã có diện tích 8,55 km², dân số năm 1999 là 9.806 người, mật độ dân số đạt 1.147 người/km².
Theo thống kê năm 2019, xã Tứ Xã có diện tích 8,55 km², dân số là 9.842 người, mật độ dân số đạt 1.151 người/km².